# Drofyne
Drofyne (ukr. Дрофине, ros. Дрофино, Drofino) – wieś na Ukrainie, w Autonomicznej Republice Krymu (de iure stanowiącej integralną część państwa ukraińskiego, w 2014 anektowanej przez Rosję i odtąd funkcjonującej jako Republika Krymu), w rejonie nyżniohirskim. W 2021 liczyła 695 mieszkańców.